# Stephan Kirste
Stephan Kirste (Oldemburgo, 12 de novembro de 1962) é um jurista alemão, professor catedrático de Filosofia do Direito e Filosofia Social na Universidade de Salzburgo e ex-presidente da seção alemã da Associação Internacional de Filosofia do Direito e Filosofia Social (IVR).
Desde 2020, Kirste é também professor associado (Professor Colaborador) na Pontifícia Universidade Católica do Rio Grande do Sul (Brasil) no programa de pós-graduação.

## Trajetória profissional
Após o exame de conclusão do ensino médio, de 1982 a 1990, Kirste estudou Direito, História moderna e contemporânea e Filosofia nas universidades de Ratisbona e Friburgo. Em 1994, realizou seu segundo exame público perante o órgão examinador do ministério da justiça em Estugarda.  
Em 1997, recebeu o título de Doutor com um trabalho sobre o tema “A temporalidade do Direito positivo e a historicidade da consciência jurídica” na Faculdade de Direito da Universidade Albert-Ludwig, em Friburgo.  
De 1997 a 2004, Kirste foi inicialmente membro da equipe científica e, a partir de 1998, assistente científico no Seminário de Direito da Universidade de Heidelberg, na cátedra de Winfried Brugger. Em 2004, obteve sua habilitação (livre-docência) com um trabalho sobre o tema “Teoria da corporação de Direito público – aspectos administrativo-históricos, organizatório-teoréticos e administrativo-organizatórios” na Universidade de Heidelberg em Direito Público, Filosofia do Direito, História Constitucional e Sociologia do Direito. Em 2009, Kirste aceitou um convite para a cátedra de Direito Público, Direito Europeu e Filosofia do Direito na Universidade de língua alemã Andrássy, em Budapeste. Lá, foi decano da Faculdade de Ciências Comparadas do Estado e do Direito, de 2009 a 2011.  
Em 01 de março de 2012, recebeu um convite para a cátedra de Filosofia do Direito e Filosofia Social da Universidade de Salzburgo.  Foi então nomeado Professor Universitário de Filosofia Jurídica e Social na Faculdade de Direito da Universidade Paris-Lodron de Salzburgo. 
Kirste é co-fundador do grupo de trabalho História das Ideias na seção alemã da Associação Internacional de Filosofia do Direito e Filosofia Social (IVR), bem como, desde 2010, Presidente dessa seção. Também é participante da Seção Suíça da Associação Internacional de Filosofia do Direito e Filosofia Social desde 2010; Associação Alemã de Professores de Direito Constitucional desde 2004; Sociedade de Amigos da Universidade de Heidelberg desde 2008; Sociedade Alemã de Filosofia desde 2014.
Outras atividades acadêmicas: Membro do Conselho Científico Consultivo da Academia Europeia de Teoria Jurídica de Bruxelas desde 2011; Membro do Conselho Universitário da Universidade Internacional de Língua Alemã Andrássy de Budapeste desde 2018; Membro da Comissão de Ética do Estado de Salzburgo desde 2019; Desde 2017 atua como revisor da revista "Rechtswissenschaft" na NOMOS Deutsche Forschungsgemeinschaft. Além disso, é co-editor da Enciclopédia de Filosofia do Direito.
Desde 2001, atua como professor visitante e palestrante junto a diversas universidades brasileiras, a exemplo da Universidade Federal de Minas Gerais, da Universidade Federal do Rio de Janeiro, da Universidade Federal de Pernambuco, da Universidade Federal de Alagoas, da Pontifícia Universidade Católica do Rio Grande do Sul, da Universidade de Santa Cruz do Sul e do Centro Universitário Autônomo do Brasil - UNIBRASIL. Foi também professor visitante na Universidade da Virgínia, em Charlottesville - UVA (EUA) e na McGeorge School of Law - The University of the Pacific, em Sacramento (EUA).

## Principais focos de pesquisa
Os principais focos de pesquisa de Stephan Kirste encontram-se na área da Filosofia do Direito e, particularmente, na história das ideias da Filosofia do Direito, na Teoria da Constituição em conjunto com o Direito Constitucional comparado, bem como no Direito Constitucional e no Direito Administrativo, com suas implicações no plano do Direito Europeu. Áreas temáticas são, por exemplo: Direito e tempo, direitos humanos, o problema do paternalismo estatal do indivíduo ou ética médica. 
Investiga questões fundamentais da jurisprudência, tais como: O que é, de fato, o direito e como difere da moral e dos costumes? O que é a justiça? A jurisprudência é uma ciência?.
Os principais interesses de investigação de Kirste no âmbito da filosofia do direito e da filosofia social residem na necessidade e nas condições de uma investigação interdisciplinar em jurisprudência. Contribuiu para a teoria jurídica, entre outros, com estudos sobre o conceito, a validade e a temporalidade do direito. No domínio da ética do direito, analisa a relação entre a justiça, a dignidade humana, a liberdade e o bem comum. No domínio da ética médica, tem apontado vários perigos para a autodeterminação humana, nomeadamente através das várias variedades de paternalismo jurídico. O seu projeto editorial mais importante é a Enciclopédia de Filosofia do Direito e Filosofia Social, que publica juntamente com Mortimer Sellers, como co-editores-chefes, em nome da Secção Alemã da Associação Internacional de Filosofia do Direito e do Estado.

## Principais publicações
Uma lista completa das publicações de Stephan Kirste pode ser encontrada no endereço eletrônico de seu departamento na Universidade de Salzburgo.

### Como autor - monografias
- Rechtsphilosophie. Einführung. 3. Auflage Baden-Baden (NOMOS-Academia) 2023. ISBN 978-3- 89665-876-0.
- Mônia Clarissa Hennig Leal, Rosana Helena Maas, Stephan Kirste: Direitos (Fundamentais) Sociais e sua Justiciabilidade. Brasil, Alemanha, Áustria. Curitiba. ISBN: 978-65-5765-087-5, 2021.

- Rechtsphilosophie. Einführung, 2. Auflage, Nomos-Academia Verlag, Baden-Baden 2020, ISBN 978-3-89665-876-0.[5]
- Introdução à Filosofia do Direito, 2. Auflage, Editora D'Plácido, Belo Horizonte 2018, ISBN 978-85-60519-32-3.[6]
- Theorie der Körperschaft des öffentlichen Rechts – verwaltungsgeschichtliche, organisationstheoretische und verwaltungsorganisationsrechtliche Aspekte, heiBOOKS, Heidelberg 2017, ISBN 978-3-946531-62-3.[7]
- Introdução à Filosofia do Direito. Tradução Paula Nasser. Apresentação Marcelo Campos Galuppo, Editora Fórum, Belo Horizonte 2013, ISBN 978-85-7700-722-6.
- Einführung in die Rechtsphilosophie, Wissenschaftliche Buchgesellschaft, Darmstadt 2010, ISBN 9783534205882.
- Die Zeitlichkeit des positiven Rechts und die Geschichtlichkeit des Rechtsbewußtseins, Duncker & Humblot, Berlin 1998, ISBN 3428093186.[8]

### Como autor - ensaios
- Menschenwürde als subjektives Recht – Selbstverhältnis in Rechtsverhältnissen, em: Ulfrid Neumann/Paul Tiedemann/Shing-I Liu, Menschenwürde ohne Metaphysik, Franz Steiner Verlag, Stuttgart 2021, ISBN 978-3-515-12828-5.[9]
- The German Tradition of Legal Positivism, em: Torben Spaak/Patricia Mindus, The Cambridge Companion to Legal Positivism, Cambridge University Press, Cambridge 2021, ISBN 978-1108447010.[10]
- The Populist Reversal of Constitutionalism. From the Dialectical Unity of Democracy and the Rule of Law to the Negative Dialectic of Populist’s Anti-Institutionalism, em: Kirste Stephan/Paulo Norbert, Populism. Perspectives From Legal Philosophy, Franz Steiner Verlag, Stuttgart 2021, ISBN 978-3-515-12960-2.[11]
- Das B-VG als Werteordnung – Zum Abschied vom Mythos einer wertneutralen Spielregelverfassung, em: ZöR 75/1 (2020).[12]
- Zur Begründung subjektiver öffentlicher Rechte – Zugleich eine Kritik naturalistischer und etatistischer Ansätze, em: Eric Hilgendorf/Benno Zabel, Die Idee subjektiver Rechte, De Gruyter, Berlin 2020, ISBN 9783110703917.[13]
- Law as Transformation, em: Joshua Kassner/Colin Starger, The Value and Purpose of Law. Essays in Honor of M.N.S. Sellers, Franz Steiner Verlag, Stuttgart 2019, ISBN 978-3-515-12460-7.[14]
- Literatura e Direito, em: Revista da AJURIS 146 (2019).[15]
- Political Philosophy as a Theory of Practice (com Manfred Walther), em: Wolfgang Bartuschat/Stephan Kirste/Manfred Walther, Naturalism and Democracy. A Commentary on Spinoza's "Political Treatise" in the Context of His System, Brill Academic Publishers, Leiden/Bosten 2019, ISBN 9789004338555.[16]
- Populismus als Herausforderung für die konstitutionelle Demokratie, em: Zeitschrift für Praktische Philosophie 6/2 (2019).[17]
- Recht und Zeit in der Europäischen Union, em: Clemens Jabloner/András Jakab/Lando Kirchmair/Otto Pfersmann/Ewald Wiederin, Scharfsinn im Recht. Liber Amicorum Michael Thaler zum 70. Geburtstag, Jan Sramek Verlag, Wien 2019, ISBN 978-3-7097-0209-3.[18]
- The Formal and Substantive Core of Human Rights, em: Humanities and Rights Global Network Journal 1 (2019).[19]
- „Viele Versuche eingelassen zu werden“ – Von der Bedeutung der juristischen Argumentation in Kafkas Prozeß, em: Christoph Bezemek, Vor dem Gesetz. Rechtswissenschaftliche Perspektiven zu Franz Kafkas 'Türhüterlegende', C.H. Beck Verlag, Wien 2019, ISBN 978-3-406-74915-5.[20]

### Como editor
- com Mortimer Sellers: Encyclopedia for the Philosophy of Law and Social Philosophy. Volume 1: A-D. Cham: Springer Inernational Publishing (Springer Nature, Reference) 2023.
- com Gianfrancesco Zanetti e Mortimer Sellers: Handbook of the History of the Philosophy of Law and Social Philosophy. Volume 1: From Plato to Rousseau. Cham: Springer International Publishing; Imprint Springer (Studies in the History of Law and Justice, 22) 2023.
- com Rolf Gröschner e Oliver W. Lembcke: Wege der Würde. Tübingen 2022.
- com Benno Zabel, Eberhard Eichenhofer, Klaus Vieweg, Michael Pawlik, Hans-Christoph Schmidt am Busch: 200 Jahre Grundlinien der Philosophie des Rechts – eine interdisziplinäre Debatte. Hrsg. v. Eichenhofer, Kirste, Pawlik, Vieweg, Zabel. Berlin (Recht und Philosophie) 2022.
- com Norbert Paulo: Populism. Perspectives From Legal Philosophy, Franz Steiner Verlag, Stuttgart 2021, ISBN 978-3-515-12960-2.[11]
- com Wolfgang Bartuschat e Manfred Walther: Naturalism and Democracy. A Commentary on Spinoza's "Political Treatise" in the Context of His System, Brill Academic Publishers, Leiden/Bosten 2019, ISBN 9789004338555.[16]
- com Norbert Paulo: Demokratie in der Krise – rechts- und sozialphilosophische Aspekte (Schwerpunktheft), Zeitschrift für praktische Philosophie 6/2 (2019).[17]
- com Draiton Gonzaga De Souza e Ingo Sarlet: Menschenwürde im 21. Jahrhundert | Dignidade Humana no Século XXI, Nomos Verlag, Baden-Baden 2018, ISBN 978-3-8487-4588-3.[21]
- com Michael Anderheiden, Helena Brzózka e Ulrich Hufeld: Asylrecht und Asylpolitik in der Europäischen Union. Eine deutsch-ungarische Perspektive, Nomos Verlag, Baden-Baden 2018, ISBN 978-3-8487-3439-9.[22]
- com Pauline Westermann, Jaap Hage e Anne Ruth Mackor: Legal Validity and Soft Law, Springer International Publishing, Heidelberg/New York 2018, ISBN 978-3-319-77521-0.[23]
- com Peter-Christian Müller-Graff, Oliver Diggelmann, Ulrich Hufeld e Christian Schubel: Jahrbuch für Vergleichende Staats- und Rechtswissenschaften – 2016/2017, Nomos Verlag, Baden-Baden 2017, ISBN 978-3-8487-4638-5.[24]
- com Hanna Maria Kreuzbauer, Ingeborg Schrems, Michaela Strasser e Silvia Traunwieser: Die Kunst des Dialogs. Gedenkschrift für Michael Fischer, Peter Lang Edition, Frankfurt am Main/Wien 2017, ISBN 9783631663790.[25]
- com Stefan Grundmann, Christian Baldus, Rui Dias, Claudia Lima Marques, Laura Mendes e Dario Moura Vicente: Autonomie im Recht/Autonomia no Direito, Nomos Verlag, Baden-Baden 2016, ISBN 978-3-8487-2824-4.[26]
- Interdisziplinarität in den Rechtswissenschaften. Ein interdisziplinärer und internationaler Dialog, Dunker & Humblot, Berlin 2016, ISBN 978-3-428-14823-3.[27]
- com Annette Brockmöller e Ulfrid Neumann: Wert und Wahrheit in der Rechtswissenschaft, Franz Steiner Verlag, Stuttgart 2015, ISBN 978-3-515-11053-2.[28]
- com Peter-Christian Müller-Graff, Oliver Diggelmann, Ulrich Hufeld e Christian Schubel: Jahrbuch für Vergleichende Staats- und Rechtswissenschaften – 2014/2015, Nomos Verlag, Baden-Baden 2016, ISBN 978-3-8487-2442-0.[29]
- com Rolf Gröschner e Oliver Lembcke: Person und Rechtsperson. Zur Ideengeschichte der Personalität, Mohr Siebeck, Tübingen 2015, ISBN 978-3-16-153740-0.[30]
- com Wolfgang Bartuschat e Manfred Walther: Naturalismus und Demokratie. Spinozas "Politischer Traktat" im Kontext seines Systems, Mohr Siebeck, Tübingen 2014, ISBN 978-3-16-153527-7.[31]
- com Sonja Puntscher-Riekmann, Kirsten Schmalenbach e Doris Wydra: Transnational Solidarity – An Interdisciplinary Approach, Archiv des Völkerrechts 52/1,2 (2014) (Special Issue).[32]
- com Helen Brugger: Integration, Kommunikation und Konfrontation in Recht und Staat von Winfried Brugger, Duncker und Humblot, Berlin 2013, ISBN 9783428140961.[33]
- com Winfried Brugger: Human Dignity as a Foundation of Law, Franz steiner Verlag, Stuttgart 2013, ISBN 978-3-515-10440-1.[34]
- com Michael Anderheiden, Rainer Keil e Jan Schaefer: Verfassungsvoraussetzungen. Gedächtnisschrift für Winfried Brugger, Mohr Siebeck, Tübingen 2013, ISBN 978-3-16-152577-3.[35]
- com Peter-Christian Müller-Graff, Oliver Diggelmann, Ulrich Hufeld e Christian Schubel: Jahrbuch für Vergleichende Staats- und Rechtswissenschaften – 2012, Nomos Verlag, Baden-Baden 2012, ISBN 978-3-8329-7671-2.[36]
- com Anne van Aaken, Michael Anderheiden e Pasquale Policastro: Interdisciplinary Research in Jurisprudence and Constitutionalism, Franz Steiner Verlag, Stuttgart 2012, ISBN 978-3-515-09941-7.[37]
- com Peter-Christian Müller-Graff, Oliver Diggelmann, Ulrich Hufeld e Christian Schubel: Jahrbuch für Vergleichende Staats- und Rechtswissenschaften – 2011, Nomos Verlag, Baden-Baden 2011, ISBN 978-3-8329-6599-0.[38]
- com Gerhard Sprenger: Menschliche Existenz und Würde im Rechtsstaat. Ergebnisse eines Kolloquiums für und mit Werner Maihofer aus Anlass seines 90. Geburtstags, Berliner Wissenschaftsverlag, Berlin 2010, ISBN 978-3-8305-1827-3.[39]
- com Winfried Brugger e Ulfrid Neumann: Rechtsphilosophie im 21. Jahrhundert, Suhrkamp Verlag, Frankfurt am Main 2008, ISBN 978-3-518-29494-9.[40]
- com Rolf Gröschner e Oliver Lembcke: Des Menschen Würde – entdeckt und erfunden im Humanismus der italienischen Renaissance, Mohr Siebeck, Tübingen 2008, ISBN 978-3-16-149696-7.[41]
- com Michael Anderheiden, Hans Heinig, Peter Bürkli e Kurt Seelmann: Paternalismus und Recht, Mohr Siebeck, Tübingen 2006, ISBN 978-3161490934.[42]
- com Kay Waechter e Manfred Walther: Die Sophistik. Entstehung, Gestalt und Folgeprobleme des Gegensatzes von Naturrecht und postivem Recht, Franz Steiner Verlag, Stuttgart 2002, ISBN 978-3-515-08194-8.[43]
- com Michael Anderheiden e Stefan Huster: Globalisierung als Problem von Gerechtigkeit und Steuerungsfähigkeit des Rechts, Franz Steiner Verlag, Stuttgart 2001, ISBN 978-3-515-07870-2.[44]

### Traduções para o Português
- Brasil, Alemanha e Áustria: Os Direitos Sociais são Direitos Fundamentais Garantidos Constitutionalmente? Rosana Maas; Stephan Kirste. In: Revista Brasileira de Direitos Fundamentais & Justiça 2022, p. 21-52.
- O Começo da Dignidade da Pessoa Humana. In: Direitos Fundamentais, Dignidade, Constituição. Hrsg. v. W. C. Rothenburg. Londrina/PR 2022, S. 99-112.

- Direitos (Fundamentais) Sociais e sua Justiciabilidade. Brasil, Alemanha, Áustria. Curitiba. Mônia Clarissa Hennig Leal, Rosana Helena Maas, Stephan Kirste. ISBN: 978-65-5765-087-5, 2021.
- Literatura e Direito. In: Revista da AJURIS 146. 2019. (p. 501-528).
- Dignidade humana e direitos humanos – Ontologia ou construtivismo dos direitos humanos. In: Hendu- Revista Latino-americana de Direitos Humanos 7 (2018), S. 2-15.
- Introdução à Filosofia do Direito, 2. Auflage, Editora D'Plácido, Belo Horizonte 2018, ISBN 978-85-60519-32-3.
- O Direito Humano à Democracia como a Pedra Angular do Direito (Übersetzung von 67). In: Rompimento Democratico no Brasil. Teoria Política e Crise das Instituições Públicas. Hrsg. V. Lucas de Alvarenga Gontijo; José Luiz Quardos de Magalhães; Ricardo Manoel de Oliveira Morais. Belo Horizonte 2017, S. 33 ff.
- O Direito Humano Fundamental à Democracia. In: Revista Direitos Fundamentais e Democracia. Curitiba, UniBrasil, v. 20, n. 20 (2016), p. 5-38. Disponível em: http://revistaeletronicardfd.unibrasil.com.br/index.php/rdfd/issue/view/Revista%20Direitos%20Fundamentais%20e%20Democracia/showToc.
- Dignidade humana e direitos humanos: ontologia ou construtivismo dos direitos humanos. In: Hendu - Revista Latino-Americana de Direitos Humanos, vol. 7, n. 1, 2016. Tradução de Yuri Ikeda Fonseca. Revisão de Saulo Monteiro Martinho de Matos.
- O direito como memória cultural. Ney Fayet Jr. (Org.). In: Prescrição Penal. Temas Atuais e Controvertidos. Porto Alegre, Livraria do Advogado, v. 5 (2015), p. 21-35.
- Autonomia e Direito à autolesão. Para uma crítica do Paternalismo. In: Direitos Fundamentais e Democracia 14.1, 2013, p.73-86. Tradução do alemão por Marcos Augusto Maliska e Felipe Bley Folly.
- Introdução à Filosofia do Direito. Editora Fórum, Belo Horizonte 2013, 199 p. Tradução de Paula Maria Nasser Cury. Apresentação de Marcelo Campos Galuppo. [45]
- A genuína contribuição da ciência do direito para um discurso interdisciplinar. In: Revista de Direitos e Garantias Fundamentais, n. 12, 2012, p.13-28. ISSN 2175-6058. Tradução de João Maurício Adeodato.
- Tempo e Ética Jurídica. In: Ana Paula Barbosa-Fohrmann; Ricardo Lobo Torres (Orgs.). Estudos de Direito Público e Filosofia do Direito. Um Diálogo entre Brasil e Alemanha (Studien zum Öffentlichen Recht und Rechtsphilosophie. Ein Dialog zwischen Brasilien und Deutschland). Renovar: Rio de Janeiro, 2011, p.297-328. Tradução de Ana Paula Costa Barbosa.
- A dignidade humana e o conceito de pessoa de direito. In: Dimensões da Dignidade. Ensaios de Filosofia do Direito e Direito Constitucional. Béatrice Maurer; Christian Starck; Ingo Wolfgang Sarlet; Kurt Seelmann; Michael Kloepfer; Peter Häberle; Stephan Kirste; Ulfrid Neumann. 2. Ed. Porto Alegre, 2009, p.175-199. Tradução de Luís Marcos Sander.
- O Direito como memória cultural. In: Revista Mestrado em Direito UNIFIEO – Direitos Humanos fundamentais, vol. 8, 2008, p.125-143. Tradução de João Maurício Adeodato.
- A Contribuição do Direito à Memória Cultural. In: Cadernos da Escola de Direito e Relações Internacionais da UniBrasil, n. 7, 2007, p.319-344. Tradução de Marcos Augusto Maliska.
- Constituição como início do direito positivo: a estrutura temporal das constituições. In: Anuário dos Cursos de Pós-Graduação em Direito, n. 13, Recife/PE, Universitária da UFPE, 2003, p.111-165. Tradução de João Maurício Adeodato, Torquato Castro Jr. e Graziela Bacchi Hora.